# 제31회 아카데미상 외국어영화상 출품작 목록
다음은 제31회 아카데미 시상식 외국어영화상 출품작 목록이다. 아카데미 외국어 영화상은 1956년 미국 영화 예술 과학 아카데미 (AMPAS)가 미국 국외에서 제작된 비영어권 영화를 대상으로 시상하기 위해 제정되었다. 이후 외국어영화상은 매년 수여되었으며, 수상자는 출품국가로 여겨지지만 상 자체는 해당 영화의 감독이 수락한다. 아카데미측은 한 국가당 한 편의 영화만 허용되는 원칙에 의거, 여러 국가를 초청하여 자국 최고의 영화를 출품하도록 요청하고 있다.
제31회 아카데미상에서는 총 10편의 작품이 아카데미 외국어영화상에 출품되었다. 아랍 연합 공화국 (이집트)과 유고슬라비아가 처음으로 해당 부문에 영화를 출품하였으며, 최종후보는 프랑스, 이탈리아, 스페인, 서독, 유고슬라비아의 5개국 작품이었다. 프랑스 자크 타티 감독의 코미디 영화 《나의 삼촌》이 수상하였으며, 프랑스의 첫 수상 사례였다.

## 출품작
| 출품국           | 제목                     | 원제                      | 언어          | 감독                 | 결과   |
| ---------------- | ------------------------ | ------------------------- | ------------- | -------------------- | ------ |
| 덴마크           | 하늘에서 내린 돈         | Guld og grønne skove      | 덴마크어      | 가브리엘 악셀        | 미후보 |
| 프랑스           | 나의 삼촌                | Mon Oncle                 | 프랑스어      | 자크 타티            | 수상   |
| 서독             | 헬덴                     | Helden                    | 독일어        | 프란츠 페터 비르트   | 후보   |
| 인도             | 마두마티                 | मधुमती (Madhumati)          | 힌두어        | 비말 로이            | 미후보 |
| 이탈리아         | 빅 딜 온 마돈나 스트리트 | I soliti ignoti           | 이탈리아어    | 마리오 모니첼리      | 후보   |
| 일본             | 나라야마 부시코          | 楢山節考                  | 일본어        | 기노시타 게이스케    | 미후보 |
| 스페인           | 복수                     | La Venganza               | 스페인어      | 후안 안토니오 바르뎀 | 후보   |
| 스웨덴           | 마술사                   | Ansiktet                  | 스웨덴어      | 잉마르 베리만        | 미후보 |
| 아랍 연합 공화국 | 카이로역                 | باب الحديد (Bab el hadid) | 이집트 아랍어 | 유세프 샤힌          | 미후보 |
| 유고슬라비아     | 일 년 동안의 길          | La strada lunga un anno   | 이탈리아어    | 주세페 데 산티스     | 후보   |